# Келебогіле Бесонг
Келебогіле Бесонг (нар. 11 лютого 1987, Преторія, Південно-Африканська Республіка) — південноафриканська оперна співачка (сопрано). 

## Біографія
Келебогіле Бесонг народилася 11 лютого 1987 року у Преторії. Вивчала вокал у  Tshwane College. Келебогіле виступає на найпрестижніших оперних сценах та є лауреатом багатьох міжнародних вокальних конкурсів. 

## Нагороди
- Africa’s Most Influential Woman in Business & Government (Arts) (2013)[5]
- Standard Bank Young Artist Award in Music (2012)[6]